# Alexej Kudrin
Alexej Leonidovič Kudrin (rusky Алексе́й Леони́дович Ку́дрин; * 12. října 1960, Dobele) je ruský ekonom a politik, mezi lety 2000–2011 ministr financí Ruské federace, čímž se stal nejdéle sloužícím ministrem financí v postsovětském Rusku. V květnu 2018 se stal předsedou Komory účetních Ruska, když v této funkci nahradil Taťánu Golikovovou.
Po ministerské dráze působil jako děkan Fakulty svobodných umění a věd na Petrohradské státní univerzitě.

## Život
Vystudoval ekonomii na Petrohradské státní univerzitě. V roce 1996 začal pracovat pro administrativu prezidenta Borise Jelcina.
V letech 2000 až 2011 zastával funkci ministra financí. V roce 2014 ruský prezident Vladimir Putin nabídl Kudrinovi funkci ředitele Centrální banky Ruské federace. Kudrin ji však odmítl, protože se nechtěl podílet na stávající linii Kremlu a jeho neefektivní ekonomické politice.
V roce 2016 byl Kudrin Vladimirem Putinem požádán, aby vypracoval novou strategii ekonomické politiky. Kudrin vypracoval zprávu, ve které apeluje na nutnost výrazných reforem – největší výzvou pro příští roky je podle něj překonání technologické zaostalosti Ruska. Reformovat je však podle něj třeba také ruský soudní systém, a to tak, aby poskytoval větší ochranu vlastnických práv a byl transparentnější. Kudrin také doporučuje snížení role státu v ekonomice, rozbití monopolů, pružnější pracovní trh nebo poskytnutí větších pravomocí regionům.